# Puchar Dalekowschodni w narciarstwie alpejskim 2023/2024
Sezon 2023/2024 Pucharu Dalekowschodniego w narciarstwie alpejskim rozpoczął się 5 grudnia 2023 r. w chińskim ośrodku Wanlong Ski Resort, zaś ostatnie zawody tej edycji zostały rozegrane 29 lutego 2024 r. w japońskim ośrodku narciarskim Sugadaira Kōgen. Łącznie zorganizowano 15 startów dla kobiet i mężczyzn.

## Puchar Dalekowschodni w narciarstwie alpejskim kobiet
Wśród kobiet Pucharu Dalekowschodniego z sezonu 2022/2023 broniła reprezentantka Korei Południowej Gim So-hui, która obroniła wywalczony przed rokiem tytuł.
W poszczególnych klasyfikacjach triumfowały:
- zjazd:  Hinata Fukasawa
- supergigant:  Mikoto Onishi
- gigant:  Ayano Yokoo
- slalom:  Chisaki Maeda

## Puchar Dalekowschodni w narciarstwie alpejskim mężczyzn
Wśród mężczyzn Pucharu Dalekowschodniego z sezonu 2022/2023 bronił reprezentant Japonii Seigo Katō. Tym razem zwyciężył jego rodak Ryoma Katayama.
W poszczególnych klasyfikacjach triumfowali:
- zjazd:  Xu Mingfu
- supergigant:  Jinro Kirikubo
- gigant:  Shintaro Sato
- slalom:  Takayuki Koyama